# CastleVille
CastleVille es un videojuego de tiempo real de la empresa de videojuegos de Zynga. Está disponible mediante el sitio web de la red social Facebook y Zynga.com. Fue anunciado en octubre de 2011 y liberado el 15 de noviembre del mismo año en versión beta, pero aún le faltan muchas mejoras y ajustes.
El juego atrajo un grupo inicial de algo más de 3,000,000 de usuarios el día de su lanzamiento. Está disponible en los idiomas inglés, francés, italiano, alemán, español, portugués, indonesio, turco, chino, coreano, malayo, noruego, sueco, danés, neerlandés, japonés y tailandés.

## Información
El juego sigue algunas reglas, bases y objetivos tradicionales de los videojuegos de Zynga; en este caso, dicho videojuego permite al jugador cuidar de un reino virtual, entre algunos otros objetivos como alimentar animales, cuidar flores, hacer crecer árboles y talarlos, excavar rocas, sembrar y cosechar cultivos, pescar, construir castillos para el reino, defender el reino de bestias, etc. El juego está ambientado en la Edad Media y cuenta con avatares tanto para jugar como para servir de guía durante el juego.

## Personajes
Los protagonistas y personajes secundarios
1. El Duque
2. Ivette, la encantadora doncella (Giselle, la princesa encantadora en preproducción)
3. Rafael, el leñador resistente (Antonio en preproducción)
4. George, el minero friendly
5. Alastair, el sabio mago
6. Baz, el pequeño guerrero
7. Izadora, la Diva
8. Sonja, el pirata Foxy
9. Tom, el asesino del dragón
10. Mia, la renombrada chef
11. Quinn, el viajero lírico
12. Kathleen, la Pastora (temporalmente)
13. Sylphie, el hada caprichosa (temporalmente)
14. Ulrich, maestro herrero
15. Giovanni, un hombre renacentista
16. Kris Kringle (Temporal, sólo se ve en tiempo de Navidad)
17. Sullivan, el Leary Leprechaun (Temporal, sólo se ve en la temporada el Día de San Patricio)

Los antagonistas
1. Faugrimm, el Señor Oscuro
2. Hazel, la Bruja de Hielo
3. Lamont, Señor del Pantáno Oscuro
4. Cyril, el Dragón Oscuro

Enemigos
1. Bichejos
Rata Oscura (aparece cuando asistes a los cultivos)
Lobo Oscuro (aparece cuando atiendes a los animales)
Ladrón Oscuro (aparece cuando pides impuestos en las casas o edificios reales)
Duende Oscuro (aparece cuando tratas con cualquier cosa de la naturaleza, como las rocas, hierba, etc.)
Yeti Oscuro (aparece cuando se trabaja con material helado del Norte)
Orco Oscuro (aparece cuando se trabaja con raíces cenagosas del Pantáno de Lamont)
Dragón Oscuro (aparece cuando se crea una poción de dragón oscuro y se activa el Frasco de Myrick)
2. Los esbirros de Lamont
Los Zarcillos de Lamont

Mascotas
1. Skippy, mascota roca de George
2. Minkerbelle, el visón mascota de Izadora
3. Perros (los obtienes haciendo misiones)
4. Dragones (los obtienes haciendo misiones)

Caracteres especiales
1. Martha Stewart (en la primavera de 2012)

Personajes mencionados
1. Elmor, el imperturbable (mencionado por Rafael)
2. Hugh Moore, Gloomologist (mencionado por El Duque)
3. Jai Lu, encantadora (mencionado por El Duque)

## Recursos del juego
1. Energía = es vital para el juego, ya que le ayuda a hacer las acciones en su Reino, como cortar el césped o árboles, rocas mineras o casas fiscales. El límite máximo es de 25 de energía, pero se puede aumentar por la elaboración de un tótem de la Energía en el Taller. En el mercado se puede comprar botellas de consumibles de energía que aumenta, por el momento, la barra de energía en lugar de esperar 50 minutos para que la barra de energía se haya llenado.
2. Monedas = es la moneda utilizada en el principal Castleville. Le ayuda a comprar lo que quieras en el mercado (excepto las bloqueadas por coronas o puntos de reputación)
3. Coronas = es la moneda especial que le ayuda a terminar las misiones más rápido o usar para comprar artículos, ropa, o edificios que no se puede tener sin embargo, debido al nivel. Las puedes ganar cada vez que subas de nivel. Además, puede pedir Coronas por el pago de dólares.
4. Corazones Reputación = son los puntos que obtiene al ayudar a sus vecinos. Es otra manera de obtener artículos o ropa que las monedas no puede comprar.
5. Puntos de Experiencia = son las estrellas azules que aumenta su nivel después de llegar a los puntos requeridos. Usted siempre recibirá un punto XP haciendo cualquier cosa en tu Reino, pero se puede aumentar ese número a recibir dos puntos de experiencia cada vez que haga algo por completar la misión Stonehenge por un tiempo limitado.
6. Puntos de la Alianza = son los puntos que usted gana cada vez que realice una acción en los reinos de sus vecinos para crear alianzas. Esto ayuda a desbloquear nuevos edificios y elementos.
7. Puntos de Castillo =  son los puntos que obtenga mediante la construcción de los edificios reales. El aumento de su número le ayuda a abrir nuevas tierras para su reino.

## Producción
El juego fue producido por Zynga Dallas, (anteriormente conocido como Estudios hoguera,), [3], que fue adquirido por Zynga en octubre de 2010 por una suma no revelada. [5] Es el primer lanzamiento del estudio de Dallas bajo la dirección de Zynga, y el primer juego social que cuentan con su propia banda sonora orquestal y coro. [6] Originalmente anunciado en octubre de 2011 [7], que fue lanzado en diecisiete idiomas. [2] Fue lanzado un par de semanas antes del lanzamiento de Zynga del mercado de valores. [8]
El objetivo del equipo de producción era tomar los mejores elementos de los otros Zynga "Ville" juegos y combinarlos en un solo paquete. Características de historias fueron traídos de La Ruta de Pioneer (anteriormente conocido como FrontierVille), mientras que CityVille y FarmVille proporcionó la inspiración para la construcción de la ciudad y la libre expresión, respectivamente. [2] el director creativo del juego, Bill Jackson, dijo que estaba destinado a ser un juego de profundidad en línea como World of Warcraft [4].

## Recepción
En el lanzamiento en noviembre de 2011, una página oficial en Facebook para CastleVille ya había recibido un millón de "me gusta" [6] que había ganado cinco millones de jugadores el 21 de noviembre, en comparación con el juego de los más valorados, CityVille, que sólo había llegado a 3,2 millones jugadores después de cinco días. [3] Dentro de un mes, CastleVille ocupó el puesto número 5 en los juegos de Facebook más populares, acumulando 26,5 millones de jugadores. Su entrada en los veinte primeros juegos tuvo un costo de sus propios creadores: CastleVille forzó un mayor juego de Zynga, la Pioneer Trail, de la lista [1].
Jon Swartz, una vista previa del juego para EE. UU. Hoy en día, pensaba que el juego tenía similitudes en el diseño de la franquicia de Shrek, pero lo describió como la joya de la corona de Zynga. [9] Andrew Webster, la revisión de CastleVille Gamezebo, dijo que la liberación no sería "revolucionar juegos sociales ", pero a causa de" posiblemente la mejor experiencia de audio y video en Facebook ", sigue siendo uno de los mejores juegos en Facebook [10] dio el juego de cuatro estrellas y media de cinco. [10]